# Кори (Латина)
Кори (итал. Cori) је насеље у Италији у округу Латина, региону Лацио.
Према процени из 2011. у насељу је живело 6376 становника. Насеље се налази на надморској висини од 274 м.

## Становништво
| 1936. | 1951. | 1961. | 1971. | 1981.  | 1991.  | 2001.  | 2011.  |
| ----- | ----- | ----- | ----- | ------ | ------ | ------ | ------ |
| 9.289 | 9.732 | 9.468 | 9.408 | 10.205 | 10.257 | 10.529 | 11.025 |